# Pierre Cazals (homme politique)
Pour les articles homonymes, voir Pierre Cazals et Cazals.
Pierre Cazals, né le 5 novembre 1853 à Pamiers (Ariège) et mort le  4 janvier 1946 à Pamiers, est un homme politique français.

## Biographie
Agrégé de lettres, il termine sa carrière comme professeur à Toulouse. Proche de Maurice Sarraut et de La Dépêche, le grand quotidien radical de Toulouse, il est député de l'Ariège de 1919 à 1936, siégeant sur les bancs radicaux, membre du groupe Républicain Radical et Radical Socialiste qu'il préside de 1924 à 1928. Il est président de la commission de l'Enseignement de 1924 à 1936, questeur de la Chambre de 1929 à 1936, et doyen d'âge de 1935 à 1936. Il est membre de la commission des mines et de la force motrice, et membre de la commission nationale de l'Office national des Recherches Scientifiques et des Inventions.
Le 19 mars 1925, il interpelle le cabinet Herriot sur « l'attitude que compte prendre le Gouvernement en présence des attaques dirigées par les évêques [sic] de France contre les institutions laïques et scolaires de la République, contre la notion même de la loi et contre les principes sur lesquels se fondent les sociétés modernes », à propos de la Déclaration sur les lois dites de laïcité. Cette interpellation donnera lieu à des débats houleux sur la politique religieuse du Cartel des gauches.
Sa petite-fille Andrée Darves-Bornoz fut combattante de la Résistance antinazie.